# Ahe (Polinesia Francesa)
Ahe es una comuna asociada de la comuna francesa de Manihi  que está situada en la subdivisión de Islas Tuamotu-Gambier, de la colectividad de ultramar de Polinesia Francesa.

## Composición
La comuna asociada de Ahe comprende la totalidad del atolón de Ahe.

## Demografía
| Gráfica de evolución demográfica de Ahe entre 1977 y 2012 |
|                                                           |

Fuente: Insee